# Lista de vereadores de Comendador Levy Gasparian
Esta é a lista de vereadores de Comendador Levy Gasparian, município brasileiro do estado do Rio de Janeiro.
A Câmara Municipal de Comendador Levy Gasparian, é formada por nove representantes.

## 8ª Legislatura (2021–2024)
Estes são os vereadores eleitos nas eleições de 15 de novembro de 2020, pelo período de 1° de janeiro de 2021 a 31 de dezembro de 2024:
| Mesa Diretora (2021-2022)     |                       |                        |                              |
| Nome                          | Início do mandato     | Fim do mandato         | Cargo                        |
| José Fernando Cheffer (PSB)   | 1º de janeiro de 2021 | 31 de dezembro de 2022 | Presidente da Câmara         |
| Maria Aparecida Ribeiro (PSD) | 1º de janeiro de 2021 | 31 de dezembro de 2022 | 1º Vice-presidente da Câmara |
| Thiago Inês de Paula (PSB)    | 1º de janeiro de 2021 | 31 de dezembro de 2022 | 2º Vice-presidente da Câmara |
| Nilton Nei Oliveira (REDE)    | 1º de janeiro de 2021 | 31 de dezembro de 2022 | 1º Secretário                |
| Rosilea Gama (MDB)            | 1º de janeiro de 2021 | 31 de dezembro de 2022 | 2ª Secretária                |

|   | Nome                                                                  | Partido                                | Votos | %    | Observações |
| - | --------------------------------------------------------------------- | -------------------------------------- | ----- | ---- | ----------- |
| 1 | Rosilea Gama, Lea da Império (Comendador Levy Gasparian, 24.10.1967–) | Movimento Democrático Brasileiro (MDB) | 294   | 4,42 | 2º mandato  |
| 2 | Amilton Mendes Henrique, Lozo (Valença, 17.01.1970–)                  | Movimento Democrático Brasileiro (MDB) | 261   | 3,92 | 2º mandato  |
| 3 | Maria Aparecida Ribeiro (Três Rios, 05.11.1953–)                      | Partido Social Democrático (PSD)       | 236   | 3,55 | 2º mandato  |
| 4 | Sérgio Nepomuceno de Souza, Serjão (Três Rios, 27.08.1977–)           | Solidariedade (SD)                     | 232   | 3,49 | 2º mandato  |
| 5 | Thiago Inês de Paula, Thiago Boy (Três Rios, 22.05.1980–)             | Partido Socialista Brasileiro (PSB)    | 207   | 3,11 | 1º mandato  |
| 6 | José Fernando Cheffer (2021-2022) (Três Rios, 23.01.1971–)            | Partido Socialista Brasileiro (PSB)    | 203   | 3,05 | 1º mandato  |
| 7 | Nilton Nei Oliveira, Nilton da Academia (Três Rios, 01.12.1981–)      | Rede Sustentabilidade (REDE)           | 199   | 2,99 | 1º mandato  |
| 8 | Tiago Frederico Maia (Três Rios, 25.09.1987–)                         | Solidariedade (SD)                     | 174   | 2,62 | 1º mandato  |
| 9 | Leonardo Francisco, Leo Mancha (Belford Roxo, 15.11.1977–)            | Movimento Democrático Brasileiro (MDB) | 164   | 2,47 | 1º mandato  |

## 7ª Legislatura (2017–2020)
Estes são os vereadores eleitos nas eleições de 2 de outubro de 2016, pelo período de 1° de janeiro de 2017 a 31 de dezembro de 2020:
|   | Nome                                                                                    | Partido                                            | Votos | %    | Observações |
| - | --------------------------------------------------------------------------------------- | -------------------------------------------------- | ----- | ---- | ----------- |
| 1 | Sérgio Nepomuceno de Souza, Serjão (Três Rios, 27.08.1977–)                             | Partido do Movimento Democrático Brasileiro (PMDB) | 362   | 5,38 | 1º mandato  |
| 2 | Carlos Alberto de Andrade Vasconcelos, Tim do Loza (2017-2020) (Três Rios, 09.04.1968–) | Partido da República (PR)                          | 339   | 5,03 | 1º mandato  |
| 3 | Rosilea Gama, Leia da Império (Comendador Levy Gasparian, 24.10.1967–)                  | Partido Trabalhista Brasileiro (PTB)               | 288   | 4,28 | 1º mandato  |
| 4 | Valdir Jesus de Souza, Serrá (Três Rios, 11.12.1976–)                                   | Partido Verde (PV)                                 | 237   | 3,52 | 1º mandato  |
| 5 | Amilton Mendes Henrique, Lozo (Paraíba do Sul, 17.01.1970–)                             | Partido Trabalhista Nacional (PTN)                 | 233   | 3,46 | 1º mandato  |
| 6 | Professora Cláudia Fantana (Três Rios, 01.12.1981–)                                     | Partido Socialista Brasileiro (PSB)                | 229   | 3,40 | 1º mandato  |
| 7 | Luimar Grossi (Três Rios, 10.05.1968–)                                                  | Partido Popular Socialista (PPS)                   | 220   | 3,27 | 1º mandato  |
| 8 | Maria Aparecida Ribeiro (Três Rios, 05.11.1953–)                                        | Partido Trabalhista Nacional (PTN)                 | 198   | 2,94 | 1º mandato  |
| 9 | Dr. Adriano Seixas Vasconcelos (Rio de Janeiro, 24.09.1970–)                            | Partido Socialista Brasileiro (PSB)                | 173   | 2,57 | 1º mandato  |

## Legenda
| Cor  | Significado          |
| Bege | Presidente da Câmara |
| Azul | Suplente             |